# Николај Линевич
Николај Линевич (24. децембар 1838 – 23. април 1908) је био руски генерал.

## Биографија
На челу руског контингента, учествовао је 1900. године у гушењу Ихетуанског устанка. Три године касније је био командант трупа Амурског војног округа и генералгубернатор Амурске области. Учествовао је и у Руско-јапанском рату у коме је најпре командовао 1. армијом. Пропутио је прилику да уништи јапанске снаге у бици код Мукдена . Заменио је Куропаткина на положају команданта руских копнених снага, али није успео да поврати пољуљани дух руске војске. Одуговлачио је офанзиву до прекида рата. Планирао је демобилизацију армије, али је због побуне на сибирским железницама није успео извршити. Због тога је 1906. године опозван и стављен под истрагу.